# Cryptocarya myrcioides
Cryptocarya myrcioides là loài thực vật có hoa trong họ Nguyệt quế. Loài này được S.Moore miêu tả khoa học đầu tiên năm 1923.